# Tetrafobia

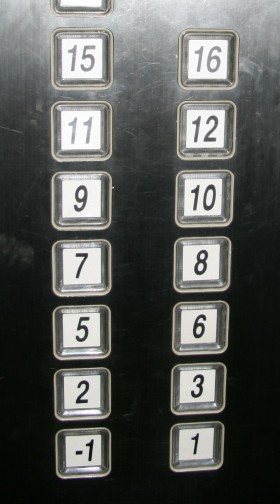
Um elevador em um apartamento residencial em Shangai - andares 4, 13 e 14 estão faltando.

A tetrafobia é uma aversão ou o medo do número 4. Ela é uma superstição mais comum em países da Ásia Oriental como a China, Japão, Coreia, e Taiwan bem como Sudeste da Ásia. 
A letra chinesa para quatro (四, pinyin: s ì), tem som muito semelhante à palavra morte (死, pinyin: s ǐ). Semelhantemente as palavras sino-japonesas e sino-coreanas para quatro, shi (japonês) e sa (coreano), soam idênticas à morte em cada língua .
No Japão, para não pronunciar o número quatro, eles pronunciam "Yon".(ver numerais coreanos e numerais japoneses).
Um cuidado especial pode ser tomado para evitar ocorrências ou lembranças do número 4 durante as férias, ou quando um membro de família está doente, especialmente na cultura chinesa. De modo semelhante, os números 14, 24, etc. também devem ser evitados devido à presença do algarismo 4. Nesses países, esses números em andares muitas vezes são omissos em edifícios, nos limites de hotéis a escritórios a apartamentos, bem como hospitais. O número de mesa 4, 14, 24, etc. também muitas vezes é omitido em jantares de casamento ou outras reuniões sociais nesses países. Em muitos complexos residenciais, blocos construídos 4, 14, 24 etc. são normalmente substituídos com o bloco 3A, 13A, 23A, etc. Em Taiwan, a tetrafobia é tão comum que não há 4 ou x4's para endereços, placas de carro e quase todo numericamente-relacionado.
O chinês também mostra isso por ter as suas designações para aeronaves  militares começa com o número 5, como no avião de batalha "Shenyang j-5". Em cidades onde as culturas da Ásia Oriental e Ocidentais se misturam, como em Hong Kong e Singapura, é possível em alguns edifícios que tanto 13 e 14 são omissos como números de andar junto com todos os outros 4's.
Na Coreia, a tetrafobia é menos extrema, mas o andar numerado 4 quase sempre é omisso em hospitais e edifícios públicos semelhantes. Em outros edifícios, o quarto andar muitas vezes é etiquetado "F (Quatro)" em vez "de 4" em elevadores. Os números de apartamento que contêm múltiplas ocorrências do número 4 (como 404) provavelmente serão evitados a uma extensão que o valor da propriedade seja adversamente afetado.